# シネマカクテル
シネマカクテルは、関西テレビ放送とその子会社メディアプルポ及び松下電器産業（現社名：パナソニックホールディングス）が、1999年度前半に制作した短編テレビドラマシリーズ。

## 概要
放送業界は、20世紀末以降、衛星波から順に送信波のデジタル化が進み、各テレビ局や制作会社もそれに対応して、デジタル時代にふさわしい番組作りが求められるようになっていた。この番組は、そうした状況を受け、当初から全編デジタルハイビジョン方式により制作され、デジタル方式による番組制作のノウハウを蓄積することが最大の目的とされた。
番組制作には、松下電器産業のデジタルハイビジョン対応の映像機器が使われ、松下は制作にも深く関与した。当時はまだCS以外ではデジタル放送が始まっていなかったため、オンエアーでは上下に黒い帯が入る形となっていた。また、単に放送するだけではなく、最初から1本の映画作品としてソフト発売することを念頭に置き、番組としては1回30分を4話にわたって放送する形式だったが、DVDとしては90分前後の1作品として販売された（現在は既に絶版となっているため入手困難）。
実験的番組だったこともあり、主演した女優の中には、この番組でヌードを披露した人物がいる。この番組で完全に脱がなかった人物も、後に脱いでいる。また、ターゲットとしては、20歳代から30歳代の都市在住女性を念頭においており、共通タイトルで「男性お断り」という旨の表示をしていた。

## 作品リスト
1. シングル・ブルー（1999年4月から5月）
  - 監督：小田切正明
  - 出演：稲田千花、阿部サダヲ、羽場裕一、渡辺いっけいほか
  - 特記事項：稲田はこの番組でヌードを披露したことをきっかけにしてヘアヌード写真集を発表した。
2. 海にソルティ・ドッグ（1999年5月）
  - 監督：小田切正明
  - 出演：村田洋子（現芸名：黒沢ひろ）ほか
  - 特記事項：
3. ABC・・・XYZ（1999年6月）
  - 監督：今関あきよし
  - 出演：小島可奈子ほか
  - 特記事項：
4. セブンデイズ・パラダイス（1999年7月）
  - 監督：大草郁夫
  - 出演：菅野美寿紀、遠藤雅、久本朋子ほか
  - 特記事項：
5. キス・イン・ザ・ダーク（1999年8月）
  - 監督：小田切正明
  - 出演：田辺綾子、永島敏行ほか
  - 特記事項：
6. サンライズ・サンセット（1999年9月、最終作品）
  - 監督：澄石亜蘭 
  - 出演：木下優、藤重政孝ほか
  - 特記事項：

## テーマ曲
- 山内愛『Honeylips』（ヘンリーイシイエンタープライズジャパン）

## 放送した局
都市在住者をターゲットとしていたため、フジネットワーク全局で放送されていたわけではない。
- 関西テレビ放送（制作局）
- 北海道文化放送
- 仙台放送
- フジテレビジョン
- 石川テレビ放送
- 東海テレビ放送
- テレビ静岡
- テレビ新広島
- テレビ西日本
- 岡山放送

フジネットワーク以外の独立放送局でも放送された。
- テレビ埼玉